# Mathias Christensen
Mathias Christensen (født 17. februar 1992 i Aarhus) er en dansk ishockeyspiller, der i perioden 2010-16 spillede for AaB Ishockey og Aalborg Pirates i Metal Ligaen. Siden 2016 har han spillet som anfører for Jutland Vikings i 1. division.
Christensen har som ungdomsspiller spillet i Aarhus Crocodiles. Her vandt han bl.a. titlen "Jyllands- og Fyns bedste U15-spiller". Han spillede et år på Esbjerg IK's U17-hold, inden han fik kontrakt med AaB Ishockey og senere Aalborg Pirates. Han har været inde omkring ungdomslandshold.